# Taboriszcze (obwód kurski)
Taboriszcze (ros. Таборище) – chutor w zachodniej Rosji, w sielsowiecie salnowskim rejonu chomutowskiego w obwodzie kurskim.

## Geografia
Miejscowość położona jest 3,5 km od centrum administracyjnego sielsowietu salnowskiego (Salnoje), 7 km od centrum administracyjnego rejonu (Chomutowka), 121 km od Kurska.
W granicach miejscowości znajdują się ulice: Nowaja, Sadowaja (23 posesje).

## Demografia
W 2010 r. miejscowość zamieszkiwało 57 osób.